# Бедековчина
Бедековчина (хорв. Bedekovčina) — община с центром в одноимённом посёлке на севере Хорватии, в Крапинско-Загорской жупании. Население 3431 человека в самом посёлке и 8079 человек во всей общине (2001). Подавляющее большинство населения — хорваты (99,13 %). В состав общины кроме Бедековчины входят ещё 14 деревень.
Посёлок находится в 6 км к востоку от Забока, в долине реки Крапина между горными хребтами Иваншчица (к северу) и Медведница (к югу). Исток Крапины находится рядом с посёлком, в Бедековчине Крапина представляет собой ручей. Через посёлок проходит автодорога D24 Забок — Нови-Мароф — Лудбрег и ж/д линия Вараждин — Забок, есть ж/д станция. Приходская церковь св. Барбары 1778 года постройки.